# Antônio Marcos Ferreira
Antonio Marcos Ferreira (Cascavel) é um ator e cineasta brasileiro.
Estreou na direção com o filme policial Fronteira sem destino (1995), exibido no Festival de Brasília daquele ano. Voltou ao tema em 2001, com o longa-metragem Conexão Brasil, sobre um policial atuando na região da tríplice fronteira entre Brasil, Paraguai e Argentina.
Em 2006, ao lado de Vanderlei dos Anjos, assinou o filme A última batalha, de temática religiosa. No mesmo ano, escreveu, dirigiu e produziu Desaparecidos, uma aventura com elementos de fantasia.
Dirigiu ao lado de Salete Lemos o longa Conexão Japão (2008), abordando o universo das artes marciais.
A repercussão local de Conexão Brasil e Conexão Japão levou ao aproveitamento de personagens para a produção da série de TV Franco: Operação Rapina, na qual atuou como montador.